# Éostre

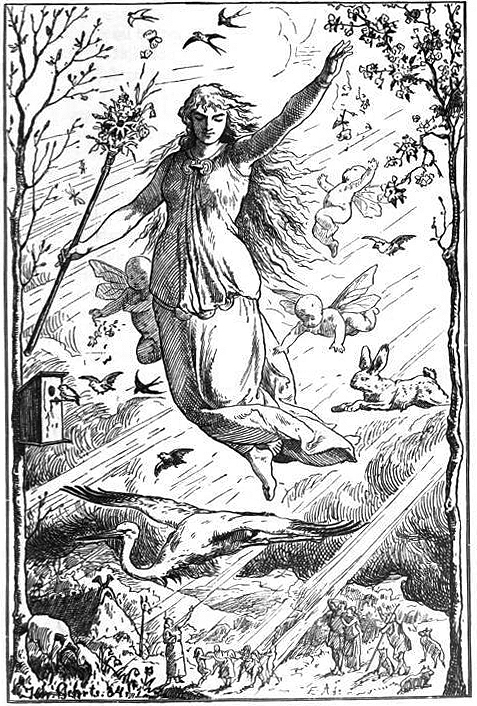
Ostara par Johannes Gehrts (1884).

Éostre est une déesse du panthéon anglo-saxon mentionnée par le moine Bède le Vénérable dans son traité De temporum ratione (en). En s'appuyant sur la linguistique comparée, le philologue allemand Jacob Grimm postule au XIXe siècle l'existence d'une divinité similaire dans le panthéon germanique nommée Ostara. L'étymologie de son nom suggère qu'elle est associée à l'aube et au printemps. Le nom anglais de la fête chrétienne de Pâques, Easter, dérive de celui d'Éostre.

## Étymologie
Les théonymes *Ēastre (vieil anglais) et *Ôstara (vieux haut allemand) sont des cognats issus du proto-germanique Austrō(n),, lui-même issu de l'indo-européen commun *h₂ews-reh₂ (cf. auš(t)rà « aube » en lituanien), formé à partir de la racine *h₂ews- « briller, luire d'une couleur rouge »,. Cette racine est également à l'origine de l'anglais moderne East « Est » via l'adverbe proto-germanique aust(e)raz.
Le nom vieil-anglais Ēostre est donc un parent éloigné de celui des déesses de l'aube d'autres peuples de langue indo-européenne, comme Ushas dans le panthéon védique, Éos dans la mythologie grecque et Aurore dans la mythologie romaine.

## Attestations
Dans son traité De temporum ratione (en), achevé en 725, le moine northumbrien du VIIIe siècle Bède le Vénérable décrit plusieurs calendriers, dont celui utilisé par les Anglo-Saxons avant leur adoption du calendrier julien. Il explique que le quatrième mois de l'année, Ēosturmōnaþ, doit son nom à la déesse Éostre, qui était l'objet de célébrations au cours de ce mois.
Plusieurs toponymes anglais conservent la trace d'un élément *ēoster, comme Austerfield dans le Yorkshire du Sud, Eastry dans le Kent, Eastrea (en) dans le Cambridgeshire et Eastrington dans le Yorkshire de l'Est. Eosterwine est également le nom porté par un abbé de Wearmouth au VIIe siècle.
L'existence d'une déesse germanique de l'aube est confirmée en 1958 par la découverte, à Morken-Harff (Rhénanie-du-Nord-Westphalie), d'une centaine d'inscriptions votives produites entre 150 et 250 ap. J.-C. et adressées aux matronæ Austriahenæ, dont le nom est visiblement un cognat de celui d'Éostre.

## Postérité
Le nom anglais de la fête de Pâques, Easter, est directement issu de celui d'Éostre,. Certains adeptes du néopaganisme germanique vénèrent une déesse du printemps et de l'aube appelée Éostre ou Ostara, dont la fête est célébrée aux alentours de l'équinoxe de printemps.
L'astéroïde (343) Ostara, découvert en 1892 par l'astronome allemand Max Wolf, est nommé d'après la déesse.